# Linda Brent (actriz)
Linda Laura Brent (14 de agosto de 1919 – 7 de mayo de 1994) fue una actriz estadounidense. Es mejor conocida por aparecer en wésterns como Below the Border (1942), Death Valley Rangers (1943) y The Laramie Trail (1944). Nacida en Shanghái, China de padre irlandés y madre rusa (de soltera Vassilieva), Brent fue votada como la "mujer blanca mas bonita en Shanghái" y más tarde se nacionalizó estadounidense en 1942.

## Filmografía

### Cine
| Año  | Título                         | Papel                       | Notas           |
| ---- | ------------------------------ | --------------------------- | --------------- |
| 1939 | Coast Guard                    | Papel menor                 | (sin acreditar) |
| 1939 | $1,000 a Touchdown             | Bertie                      | (sin acreditar) |
| 1942 | Today I Hang                   |                             | (sin acreditar) |
| 1942 | Below the Border               | Rosita Garcia               |                 |
| 1942 | Ride 'Em Cowboy                | Sunbeam                     | (sin acreditar) |
| 1942 | Broadway                       | La chica del sombrero       | (sin acreditar) |
| 1942 | The Affairs of Jimmy Valentine | Letitia Hinkle              |                 |
| 1942 | You're Telling Me              | Leili                       |                 |
| 1942 | The Old Homestead              | Bunny                       |                 |
| 1942 | Moonlight in Havana            | Operadora                   | (sin acreditar) |
| 1942 | Arabian Nights                 | Chica del harén             | (sin acreditar) |
| 1943 | Salute for Three               | Trabajadora de comedor      | (sin acreditar) |
| 1943 | Fired Wife                     | Divorciada                  | (sin acreditar) |
| 1943 | So Proudly We Hail!            | Enfermera filipina          | (sin acreditar) |
| 1943 | A Scream in the Dark           | Stella                      |                 |
| 1943 | Death Valley Rangers           | Lorna Ainsley               |                 |
| 1943 | In Old Oklahoma                | La chica del salón de baile | (sin acreditar) |
| 1944 | Career Girl                    | Thelma Mason                |                 |
| 1944 | Cover Girl                     | Corista                     | (sin acreditar) |
| 1944 | The Laramie Trail              | Vega Alarcon                |                 |
| 1944 | Follow the Boys                | Magic Maid                  | (sin acreditar) |
| 1944 | The Story of Dr. Wassell       | Fashta                      | (sin acreditar) |
| 1944 | Belle of the Yukon             | Yukon Belle                 | (sin acreditar) |
| 1945 | George White's Scandals        | Showgirl                    | (sin acreditar) |
| 1946 | Cinderella Jones               | Junior Leaguer              | (sin acreditar) |
| 1946 | Till the Clouds Roll By        | Showgirl                    | (sin acreditar) |
| 1957 | Chicago Confidential           | 'B' Girl                    | (sin acreditar) |
| 1964 | Robin and the 7 Hoods          | Abandonada                  | (sin acreditar) |

### Televisión
| Año  | Título                        | Papel        | Notas      |
| ---- | ----------------------------- | ------------ | ---------- |
| 1956 | Death Valley Days             | Lupin        | 1 episodio |
| 1956 | Sergeant Preston of the Yukon | Rita Mendoza | 1 episodio |
| 1956 | I Led 3 Lives                 | Shari Bruner | 1 episodio |